# 布瓦瑟宗
布瓦瑟宗（法語：Boissezon，法語發音：[bwasəzɔ̃]）是法国奥克西塔尼大区塔恩省的一个市镇，属于卡斯特尔区。

## 地理
布瓦瑟宗（43°34'30"N, 2°22'50"E）面积19.36 平方千米，位于法国奧克西塔尼大區塔恩省，该省份为法国南部内陆省份，北起顺时针与阿韦龙省、埃罗省、奥德省、上加龙省和塔恩-加龙省接壤。
与布瓦瑟宗接壤的市镇（或旧市镇、城区）包括：康布内斯、诺阿亚克、蓬德拉恩、勒里亚莱、圣萨尔维-德拉巴尔姆。

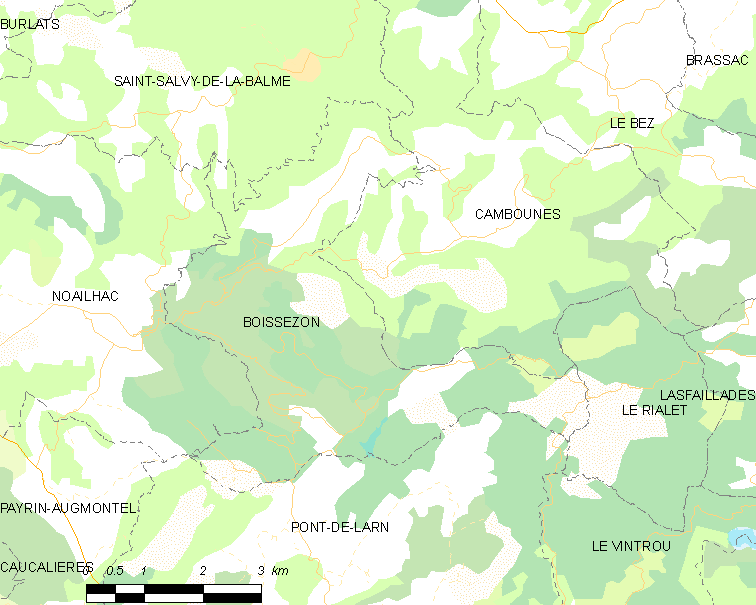
布瓦瑟宗的OSM定位图

布瓦瑟宗的时区为UTC+01:00、UTC+02:00（夏令时）。

## 行政
布瓦瑟宗的邮政编码为81490，INSEE市镇编码为81034。

## 政治
布瓦瑟宗所属的省级选区为马扎梅第一县。

## 人口

1962-2008年间布瓦瑟宗人口变化图示

布瓦瑟宗于2022年1月1日时的人口数量为392人。